# ZZ Большой Медведицы
ZZ Большой Медведицы (лат. ZZ Ursae Majoris) — двойная затменная переменная звезда типа Алголя (EA) в созвездии Большой Медведицы на расстоянии приблизительно 583 световых лет (около 179 парсеков) от Солнца. Видимая звёздная величина звезды — от +10,7m до +10,1m. Орбитальный период — около 2,2993 суток.

## Характеристики
Первый компонент — жёлто-белая звезда спектрального класса F8.